# Morris Titanic
Morris Titanic (né le 7 janvier 1953 à Toronto dans la province d'Ontario au Canada) est un joueur professionnel canadien de hockey sur glace.

## Biographie
Repêché 12e au total lors du repêchage amateur de la LNH 1973 par les Sabres de Buffalo (ainsi que par les Nordiques de Québec, 17e au total lors du repêchage amateur de l'AMH 1973), l'explosif attaquant qui avait auparavant connu une saison de 61 buts et 121 points en tout juste 63 matches s'amène chez les pros avec les Swords de Cincinnati en 1973-1974 avant de faire la saison suivante le saut dans la Ligue nationale de hockey.
Le jeune attaquant de descendance ukrainienne ne sait cependant se montrer à la hauteur des attentes. La pression sur ses épaules était très grande. Les autres premiers choix de l'histoire des Sabres étaient Gilbert Perreault, Rick Martin et Jim Schoenfeld, qui tous trois connaitront d'excellentes carrières; on n'en attendait donc pas moins de Titanic. Il ne parvient pas à monter son jeu suffisamment pour être du niveau de la LNH, ni pour se tailler une place dans l'alignement des Sabres qui comptait beaucoup de profondeur. C'est ainsi que Titanic devient un joueur des ligues mineures. Il connait quelques bons moments avec les Admirals de Milwaukee de la Ligue américaine de hockey avant de prendre sa retraite à 27 ans seulement en 1979-1980 après une grave blessure au genou.
Il devait composer avec de sérieux problèmes de dos pour la majeure partie de sa courte carrière; il était presque contraint de quitter le hockey après une opération qui nécessita deux ans de réhabilitation.

## Statistiques
| Saison     | Équipe                  | Ligue      |    | Saison régulière | Saison régulière | Saison régulière | Saison régulière | Saison régulière |   | Séries éliminatoires | Séries éliminatoires | Séries éliminatoires | Séries éliminatoires | Séries éliminatoires |
| Saison     | Équipe                  | Ligue      | PJ | B                | A                | Pts              | Pun              | PJ               | B | A                    | Pts                  | Pun                  |                      |                      |
| 1970-1971  | Flyers de Niagara Falls | AHO        | 59 | 27               | 17               | 44               | 61               | -                | - | -                    | -                    | -                    |                      |                      |
| 1971-1972  | Flyers de Niagara Falls | AHO        | 64 | 29               | 28               | 57               | 105              | 6                | 1 | 5                    | 6                    | 6                    |                      |                      |
| 1972-1973  | Wolves de Sudbury       | AHO        | 63 | 61               | 60               | 121              | 80               | 4                | 2 | 0                    | 2                    | 0                    |                      |                      |
| 1973-1974  | Swords de Cincinnati    | LAH        | 62 | 31               | 28               | 59               | 47               | 5                | 4 | 2                    | 6                    | 0                    |                      |                      |
| 1974-1975  | Sabres de Buffalo       | LNH        | 17 | 0                | 0                | 0                | 0                | -                | - | -                    | -                    | -                    |                      |                      |
| 1974-1975  | Bears de Hershey        | LAH        | 34 | 9                | 17               | 26               | 64               | 6                | 3 | 3                    | 6                    | 16                   |                      |                      |
| 1975-1976  | Sabres de Buffalo       | LNH        | 2  | 0                | 0                | 0                | 0                | -                | - | -                    | -                    | -                    |                      |                      |
| 1975-1976  | Bears de Hershey        | LAH        | 35 | 6                | 13               | 19               | 10               | 10               | 2 | 1                    | 3                    | 8                    |                      |                      |
| 1977-1978  | Bears de Hershey        | LAH        | 69 | 10               | 20               | 30               | 54               | -                | - | -                    | -                    | -                    |                      |                      |
| 1978-1979  | Admirals de Milwaukee   | LIH        | 75 | 26               | 44               | 70               | 31               | 8                | 3 | 1                    | 4                    | 0                    |                      |                      |
| 1979-1980  | Americans de Rochester  | LAH        | 25 | 3                | 3                | 6                | 6                | -                | - | -                    | -                    | -                    |                      |                      |
| Totaux LNH | Totaux LNH              | Totaux LNH | 19 | 0                | 0                | 0                | 0                | -                | - | -                    | -                    | -                    |                      |                      |